# Pałac w Tyńczyku Legnickim
Pałac w Tyńczyku Legnickim – zabytkowy pałac w Tyńczyku Legnickim.

## Historia
Obiekt wybudowany w pierwszej połowie XIX w., o powierzchni 745 m² wzniesiony na planie litery L, jest częścią zespołu pałacowego, w skład którego wchodzą jeszcze: park z oczkiem wodnym, mur, zabudowania folwarczne: oficyna mieszkaniowa, chlewnia, obora, stajnia, stodoła.